# George P. Bush
George Prescott Bush, conocido como George P. Bush (n. Houston, Texas, 24 de abril de 1976) es un abogado, empresario y político estadounidense.
Desde el 2 de enero de 2015 hasta el 10 de enero de 2023 fue el Comisionado de Tierras de Texas.

## Familia
Integra una dinastía política, la familia Bush. Es el hijo mayor del político republicano, el exgobernador de Florida Jeb Bush; su madre Columba Bush es mexicana. Lleva los nombres de su abuelo, el expresidente de Estados Unidos George H.W. Bush y de su bisabuelo, el senador Prescott Bush. Se lo considera un posible continuador del linaje político.
Tio George Bush jr
Está casado con la abogada Amanda Williams desde 2004. La pareja tiene dos hijos: Prescott (nacido el 3 de junio de 2013) y John (nacido el 13 de abril de 2015).